# "brother"YASSHI
"brother"YASSHI（"ブラザー"ヤッシー、1982年1月26日 - ）は、日本の男性プロレスラー。本名：辻本 恭史（つじもと やすし）。京都府宇治市出身。血液型B型。

## 経歴
京都廣学館高等学校（旧 : 南京都高等学校）卒業後に闘龍門の7期生として入門し、2000年10月20日にメキシコのアレナ・ロペスマテオスにおける大鷲透戦でプロレスデビューする。日本マット初登場は吉野正人と共にみちのくプロレスに参戦、T2PではミラノコレクションA.T.らの所属するイタリアン・コネクションというユニットのメンバーでもあった。なお、イタリアン・コネクション時代はギミック上ジャマイカ・キングストン出身、イタリア・ジェノヴァ出身を名乗ったこともある。当時より受けが上手く、同じプロレス団体でやはり受けの達人でもある横須賀享とのシングル等で示されている。闘龍門JAPANを経て、DRAGON GATEではヒールユニットでもある「悪冠一色」で下品なマイクパフォーマンスなどで人気があった。が、2004年末に他のメンバーと共にリング外における素行不良、職務怠慢を理由に解雇された。
2005年2月、YASSHIはTARU、近藤とともにVOODOO-MURDERSに加入し、それ以来は全日本プロレスを主戦場とした。YASSHIもその口の巧さと嫌われ者キャラクター、気持ちいいまでの受け（やられっぷり）で同団体のレギュラー格となった。7月からはDragondoor興行へ参加している。だが、9月28日の熊本興南会館で行われた試合後、諏訪間幸平にアンクルホールドをかけられ左脚を骨折してしまい、欠場となった。翌日、福岡県の田川市武道館で行われた休憩中、YASSHIは松葉杖をつきながらTARUとともに売店を襲撃した。9月23日、TARUの毒霧噴射を受けた松崎年男アナに代わり、「俺が実況したるわ!」と宣言し、解説担当の小佐野景浩とともに代理実況をしている。
2006年2月23日、ドラゴンドアの後継団体であるプロレスリングElDoradoにも所属している。5月28日には、佐々木健介とのシングルマッチ（通称「公開処刑」）が実現した。YASSHIも体格で大きく劣る健介に立ち向かうにあたり、「これならカス野郎の逆水平も耐えられる」として剣道の防具を装着して入場した。しかし、リングに上がった直後に頭が大きすぎて被るのが辛かったのか面を取ったためにダイレクトに攻撃を受ける結果となった。なお、当の健介も「面を被っていればよかったのに」と語っている（後に健介は、YASSHIとのシングルを今後も続けたいと話している。）。さらに、この後通路で休んでいたらメーンの武藤敬司と諏訪魔の場外乱闘に巻き込まれて武藤に踏みつけられ、「二次災害や!」と散々な目に遭った。この後、YASSHIは相手の攻撃からやっとのことで逃げ出したのに、仲間であるはずのVMメンバーに連れ戻されさらに痛めつけられたり（TARU曰く『こいつはやられるのが仕事や』）、試合会場にたまたまあった檻の中に閉じ込められながらも「今日はこの辺で勘弁したるわ!」と叫んで見せたりと、「いじられキャラ」ぶりに磨きがかかり、ヒールの枠を超えた人気を集め始めた。6月のジュニアシングルリーグでは、いつものスタイルではなく黒のショートパンツで試合したが、全敗に終わる。YASSHIも「ストロングスタイルを見せたる!」と大見得を切ったのはよかったのだが、それを逆手に取られてしまい2006年7月3日の大田区体育館大会では、「ブラザーストロングスタイル体感マッチ」と称した健介との再戦が行われ（なお、この時のリングネームはパワーウォリアーを真似たヤッシーウォリアーであった。）、健介にはおろか乱入した健介の妻でもある北斗晶にまで叩きのめされた。なお、"strong"YASSHIが初登場したのは闘龍門JAPANにおけるストロング市川（ストーカー市川）戦で、この時は白のショートタイツで登場した。試合自体はドン・フジイの介入により、市川が念願の勝利したかと思いきや、YASSHIはわざと試合に負けることで市川の「闘龍門最弱」というアイデンティティーを奪ってしまったのであった。7月23日、石川県産業館で行われた全日本プロレスの試合で出場予定の健介が目の怪我で欠場したため、プロレス現役引退を間近に控えた馳浩（現 : 石川県知事） が地元ラストマッチを行うという名目で、YASSHIが健介の代わりに出場することが決まった。これを知ったYASSHIは、自分が少年時代から馳のファンであったことを明かし（これ以前にも、YASSHIは学生時代に馳の著書を愛読していたことを明かしている。）、対戦相手に立候補し、武藤・小島聡・馳との対戦（TARU・近藤組）が実現した。試合前にYASSHIは（スーツを着た）馳の顔写真入りの緑茶を飲みながら、「俺は政治家じゃないレスラー時代の馳が好きだったんや!」と叫んだ。8月27日の両国国技館大会では、馳の最後の試合の対戦相手を務めることとなった。この試合でYASSHIは、観戦していた森喜朗元首相を得意のマイクで罵倒し場外乱闘一歩手前にまで持ち込むという暴挙に出た。2006年12月に小島と対戦したが、敗れた。
2007年4月30日、世界ジュニア王者の中嶋勝彦の挑戦を受けるが、敗れる。8月11日には格闘技イベントの「HEAT 4」で"brother"YASSHIとして総合格闘技に初挑戦。久米鷹介と対戦したが2R3分7秒、久米のチョークスリーパーで一本負けを喫した。
2008年1月4日の新日本・東京ドーム大会出場が決定したのに先立って、2007年12月24日の新日後楽園大会に来場した。ドームでの対戦相手となる長州力に対してYASSHIは「団体経営に失敗した出戻り」と、長州にとって「消したい過去」とも言える事実に基づく挑発を行い、ファンから喚声を浴びた。その長州とは2月にカスイチで対戦したが、長州のリキラリアットを喰らった際に首を負傷してしまいついに長期欠場に追い込まれた（わずか2分足らずの秒殺だった）。10月、ElDoradoから離脱。その後、ElDoradoが活動休止となった。親会社ソウルコネクション所属となる。
2009年1月3日の全日本プロレス後楽園大会のジュニアヘビー級バトルロイヤルで自身3度目の優勝を果たした。しかし試合後、2月シリーズを最後にプロレスを休業すると発言、2月6日の後楽園大会でかつての盟友・近藤との一騎討ちを全日本に要求し、実現した。2月15日の地元京都大会、YASSHI&TARU対諏訪魔&近藤戦をもってプロレスラー活動にピリオドを打つこととなったが、試合終了後に武藤がシングルマッチを申し入れボーナスマッチも実現、10カウントゴングで送り出された。
2011年3月21日、全日本プロレスの両国国技館でのチャリティー大会にて試合には参加しなかったものの、TARUの呼びかけに応じて久々にリング上に姿を現した。
2012年12月9日、ダイアモンド・リングに乱入。12月23日、拳剛（旧 : 西村賢吾）とブードゥーマーダーズ再始動を発表。
2014年7月27日、全日本プロレスのリングに5年ぶりに一人で登場、リング上で参戦を要求する。"brother"YASSHI個人として出場したが、リング上でブードゥーマーダーズを投入すると宣言するも全日本プロレスからは拒否され、それだけではなくYASSHIも出場を拒否される事態となり、出場予定だったYASSHIの次期シリーズの出場も白紙となってしまった。
2016年1月24日、地元の京都で京都カス野郎プロレスを開催。2月4日、吉野に呼びこまれて11年ぶりにDRAGON GATEのリングに登場、YASSHIは土井成樹を挑発して吉野としゃちを除く初対面の選手からリング上で自己紹介をされた。この後、土井&YAMATO対吉野&YASSHIも同時に決定された。2月17日、CRYSIS興行に参戦し、メインイベント終了後ブードゥーマーダーズの脱退を発表。3月2日、DRAGON GATE後楽園ホール大会に参戦し、吉野とのタッグで土井&YAMATO組を相手に対戦するが、BOX攻撃やレフェリー暴行での反則負けとなる。3月20日、WRESTLE-1千葉Blue Field大会に来場し、試合後の控え室にて同団体のユニット¨TriggeR¨に加入することを宣言した。3月21日、WRESTLE-1山形大会にも来場し、近藤と接触を図るも結局、近藤には会えず芦野祥太郎にはイロモノ呼ばわりされた。後に近藤と接触し、Triggerに加入する。だが、加入を要求した時期から近藤が欠場中のため、直接の共闘はすぐにはできていない。5月11日、DRAGON GATE後楽園ホール大会の土井、谷嵜なおきvs吉野、しゃちほこBOYのタッグマッチに乱入しVerserKに加入。7月24日、DRAGON GATE神戸ワールド記念ホール大会にて土井とのタッグでジミー・ススム&ジミー・カゲトラの持つオープン・ザ・ツインゲート統一タッグ王座に挑戦するも、王座獲得とはならなかった。
2017年9月30日、ダブプロレスに入団。
2018年3月、Kzyに呼び込まれ再びDRAGON GATEに参戦。4月には、新ユニット（NATURAL VIBES）のメンバーになった。11月、自身のTwitterにて一般女性との結婚を報告。

## 戦績
| 総合格闘技 戦績 | 総合格闘技 戦績 | 総合格闘技 戦績 | 総合格闘技 戦績 | 総合格闘技 戦績 | 総合格闘技 戦績 | 総合格闘技 戦績 |
| --------------- | --------------- | --------------- | --------------- | --------------- | --------------- | --------------- |
| 1 試合          | (T)KO           | 一本            | 判定            | その他          | 引き分け        | 無効試合        |
| 0 勝            | 0               | 0               | 0               | 0               | 0               | 0               |
| 1 敗            | 0               | 1               | 0               | 0               | 0               | 0               |

| 勝敗 | 対戦相手 | 試合結果                   | 大会名                                  | 開催年月日    |
| ×    | 久米鷹介 | 2R 3:07 チョークスリーパー | HEAT 4 〜MEGA BATTLE HEAT from NAGOYA〜 | 2007年8月11日 |

## タイトル歴
- UWA世界ジュニアヘビー級王座
- UWA世界タッグ王座
- UWA世界6人タッグ王座
- アジアタッグ王座
- NWAインターナショナルライトタッグ王座
- APEX OF TRIANGLE王座
- DOVEタッグ王座
- 666認定きかんしゃ級王座
- シアタープロレス花鳥風月認定新風流人タッグ王座
- WAR世界6人タッグ王座

## 得意技
見た目に汚く口も汚い不快感100%を自称していて技に関しては、その言葉通り相手に対するとてもズル賢いプレーが最大の見せ所となっている。
ナイス・ジャマイカ
いわゆるジャーマンスープレックスだが、技名はドン・フジイのナイス・ジャーマンに対抗して自身のギミックのモチーフから名付けたことが由来である。
キングストン・パイルドライバー
技名は、自身のギミックのモチーフから名付けたことが由来。
フライング・ビッグヘッド
ダイビング・ヘッドバットだが、ヘルメットが被れない程のYASSHIの大きな頭からこう名付けられた。なお、YASSHIは飛ぶ前に「ビッグヘッド!」と数回叫びながらポーズを取るがその間にダウンしていた相手が蘇生してしまい、コーナー上から叩き落とされることも多い。
バッド・ボーイ
前方回転してのネックブリーカー。
ビッグ・ボーイ
ダイビング式のバッド・ボーイ。近藤との合体式もある。
クラミジア
不摂生な下半身を相手の顔に向けて精神的なダメージを与えるツームストーン・パイルドライバー。
ポストーレ・デ・ラ・ノーチェ
T2P時代のフィニッシュ・ホールドで、全日本移籍後は全く使わなかった。技名はスペイン語で、「夜のおかず」という意味。
ターン・テーブル
変形のローリング・クレイドル。
ヤッシー・リフト
レスリングの俵返し。YASSHIのレスリング技術の高さが窺える数少ない技。
口撃（こうげき）
リング内外での罵詈雑言により精神的ダメージを与える。シングルマッチでは玉砕などで相手をダウンさせたあとの状態に追撃として仕掛けることもある。タッグマッチではダウンしている相手に攻撃を加えず、罵倒だけを繰り返してパートナーにタッチすることもある。
玉砕
金的へのクロー（鷲掴み）による反則攻撃。文字通り相手の"玉"を"砕"くことで肉体的ダメージだけでなく精神的にもダメージを与える拷問技。ダウンしている状態のYASSHIを引き起こそうとしてきた相手の手を振り解いて反撃として仕掛けることが多い。
二子玉川
2人に対して同時にかける玉砕。タッグマッチではツープラトンに対する反撃として仕掛けることが多い。
サンタマリア
2人の股間をそれぞれの手で鷲掴みし、もう1人の股間へ噛みつくことで3人の急所を同時に攻撃する技。
バビロン
近藤との合体技。近藤の肩の上からの前方回転式セントーン。
ペニス・カッター
近藤との合体技。近藤がサイド・バスターで捕らえた相手の首へのダイビング・ギロチンドロップ。
ビッグ・ヘッド・トレイン
近藤との合体技。近藤がYASSHIを肩の上に担ぎ上げた状態で走り、相手にYASSHIの頭をぶつける。元ネタは、キン肉マンに出てきた技でもあるロングホーン・トレインから。

## 入場曲
プラチナム・デート/Zeebra

WARNING/2BACKKA

FAMILIA original DUB/一景

## プロレスラー活動休止
YASSHIは足首や首の怪我による長期欠場が何度かあり、YASSHIはキャラクター上明言しないがジュニアヘビー級の体格でヘビー級選手の攻撃を受け続けたことによる蓄積されたダメージも大きかったと思われる。週刊プロレスで連載していたYASSHIのコラム「カス野郎千人斬り」の連載は活動の休止と共に連載休止となったが同誌1500号記念号において1回限りの復活をしている。後に休業理由として宇治市の実家で営む石材店を継ぐために専門的な修行を4年受けた。その際、試合会場には乱入しても試合には出場しないと決めていたとYASSHIは話している。

## エピソード
- マイクなどで罵倒する際に、「カス野郎!」と対戦相手を罵り（原則としてVMメンバー、尊敬する馳、YASSHIと縁の深いSUWAに対しては発言しない。が、2006年の馳の引退試合で観戦に来ていた森元首相には発言している[1]。）、YASSHIも一日のマイクパフォーマンス内においてこの言葉を十数回頻発することがあり、最後は「ご機嫌ちゃーん!」と締める。コール時には股間に手を突っ込み、陰毛を毟って息で吹き飛ばすような仕草を見せることがある。
- 学生時代のYASSHIは手のつけられない不良だったと自負しているが、闘龍門出身者では数少ないレスリングの経験者であったり、書道の有段者（五段）であるなど意外な経歴を持っている（悪冠一色のユニット名発表の際の題字はYASSHIによるものである。）。プロレスリングElDoradoのジャンピングキッド沖本とKAIENTAI DOJOの火野裕士は、YASSHIの南京都高校時代のレスリング部の後輩にあたる。
- 特技は自作のラップ。リング上で披露したり、リリックを自らのブログで公開することもあった。
- 原宿のムラサキスポーツの前で、痴話喧嘩しているところを666のラム会長に見られている。
- アントーニオ本多とは、トークがうまい同士なライバル関係でエルドラドのリングで「二人でトークをして三秒黙ったら負け」というルールの試合をしたことがある。（試合は、本多が唐突に出した暗算で三秒黙らせて勝利、納得いかないYASSHIが通常のシングルマッチに移行させてナイス・ジャマイカで勝利している。）
- 高校生の頃、越中詩郎に「お前にはプロレスラーは無理だ！」と冷たく言われ長年恨んでいたが、カスイチ3で対戦して「打倒・越中」を決意する。「カスイチ4」では「超・平成維震軍」を結成し、越中とタッグを組んでいくことにした。
- プロレスを始めて間もない頃、プロテインを買えるほどの経済的な余裕がなく、チェーン店の牛丼でタンパク質を摂っていたと語っている。
- 前述のレスリングの経験があることからそのレスリング技術を認められて闘龍門に入門したのだが、流暢で危険なマイクパフォーマンスは師であるウルティモ・ドラゴンも予想してなかったらしい。
- 最近はTwitterなどでいいねしたり、DMを返すなどファンを大切にしている一面がある。
- 闘龍門の同期でもあった大家健からは、「プロレスラーになりたくて闘龍門に入ったけど、YASSHIは俺から比べたらすごいできるわけよ。だから本当にどうしたらいいか分からなくなって」と羨望されていた。さらに大家は、「闘龍門の枠に収まり切らない奴」と、YASSHIがかつてDRAGON GATEを解雇された理由をそのように表現している。以上の発言を2017年9月21日の新宿FACE興業で、ガンバレ☆プロレスインディペンデントワールド世界ジュニアヘビー級王者選手権試合に関する会見で、行った大家に対してYASSHIは「そんなこと言ったらオマエの仲間も、オマエを支持しているファンも、ないがしろにしているのと一緒やカス野郎!」と、若干卑屈になっていた大家を一喝する発言を行っている[2]。

## 関連作品
- 井上章一『京都ぎらい』朝日新聞出版, 2015.